# Karl Holl (Musikschriftsteller)
Karl Holl (* 15. Januar 1892 in Worms; † 3. Oktober 1975 in Frankfurt am Main) war ein deutscher Musikwissenschaftler.

## Leben
Karl Holl wurde als Sohn des Ingenieurs Franz Holl und seiner Ehefrau Auguste (geb. Fischer) geboren. Ab 1901 besuchte er das humanistische Gymnasium (heute Rudi-Stephan-Gymnasium) in Worms, das er 1910 mit dem Abitur abschloss. Er studierte von 1910 bis 1913 an den Universitäten in München und Bonn Musikwissenschaft, Germanistik, Philosophie und Kunstgeschichte (1913 Promotion), sowie Komposition bei Edgar Istel und Klavier bei Franz Dorfmüller.
Beruflich war er anfangs als Mitarbeiter der freien Odenwaldschule in Oberhambach tätig, dann von 1915 bis 1917 als Dozent an der Frankfurter Musikschule. Von 1918 bis 1943 wirkte er bei der Frankfurter Zeitung, zuerst als Musikreferent und ab 1922 als deren Musikschriftleiter. Er galt als einflussreicher Musikkritiker. Parallel dazu betätigte er sich von 1925 bis 1933 als Schriftführer des Verbandes Deutscher Musikkritiker.
Nach dem Zweiten Weltkrieg übte er in der Spielzeit 1945/46 die Rolle des Operndirektors der Städtischen Bühnen Frankfurt am Main aus. Von 1946 bis zu seinem Ruhestand 1958 war er Ministerialdirektor für die Bereiche Theater, Musik und Film im Hessischen Kultusministerium in Wiesbaden. Er betreute einen Teilnachlass des Komponisten Rudi Stephan (heute Stadtarchiv Worms).
Karl Holls Bruder war der zeitweilige Berliner Theaterdirektor Fritz Holl.

## Schriften
- Carl Ditters von Dittersdorfs Opern für das wiederhergestellte Johannisberger Theater, C. Winters Universitätsbuchhandlung, Heidelberg, 1913 (Dissertation)
- Rudi Stephan. Studie zur Entwicklungsgeschichte der Musik am Anfang des 20. Jahrhunderts, Hofer, Berlin, 1920
- Friedrich Gernsheim. Leben, Erscheinung, Werk, Breitkopf & Härtels, Leipzig, 1928
- Cosima Wagner: Grundlinien eines Schicksals. In: Frankfurter Zeitung vom 18. April 1930
- Verdi,  Karl Siegismund Verlag, Berlin, 1939 (Neuauflage 1947)
- (Hrsg.) Horch auf die Musik. Betrachtungen, Erfahrungen, Erkenntnisse, Kumm Verlag, Offenbach, 1966